# Paulinho Cascavel
Paulinho Cascavel (Cascavel, 1959. szeptember 29. – ) brazil labdarúgó, csatár.

## Pályafutása
Paulinho szülővárosában a Cascavel CR csapatában kezdett el futballozni, majd a brazil másodosztályú Criciúmáhiz szerződött; a klubban 1983-ban öt mérkőzésen szerepelt. 1984-ben a Joinville csapatában is futballozott. 1985-ben a portugál élvonalbeli Porto csapata igazolta le, majd a szintén élvonalbeli Vitória labdarúgója lett. Az 1986–1987-es idényben szerzett huszonkét bajnoki találatával portugál gólkirályi címet szerzett, valamint öt találatával az UEFA-kupa gólkirálya is lett. A következő idényben már a Sporting labdarúgójaként szerepelt; huszonegy bajnoki találatával megvédte portugál gólkirályi címét, valamint a Kupagyőztesek Európa-kupájának gólkirálya lett. A Sporting csapatában 1987 és 1990 között kilencvennégy bajnoki mérkőzésen lépett pályára, amelyeken harmincnyolc gólt szerzett. 1991-ben a Gil Vicente csapatától vonult vissza.

## Sikerei, díjai
- Porto
  - Portugál bajnok: 1984–1985
- Sporting
  - Portugál szuperkupa: 1987

#### Egyéni
- - Portugál bajnokság gólkirály: 1986–1987 (22 gól), 1987–1988 (21 gól)
  - UEFA-kupa gólkirály: 1986–1987 (5 gól)
  - Kupagyőztesek Európa-kupája gólkirály: 1987–1988 (6 gól)